# Museo ICO
El Museo ICO es un espacio expositivo de la Fundación ICO situado en la calle Zorrilla, en el distrito Centro de la capital de España. Sus salas se inauguraron el año 1996 como lugar de exhibición de las colecciones artísticas del Instituto de Crédito Oficial. Estos fondos están distribuidos en tres colecciones en las que goza de preponderancia el arte español del siglo XX: una de escultura, otra de pintura y una serie completa del conjunto de grabados de Pablo Picasso conocido como suite Vollard. Según se recoge en el Directorio de Museos y Colecciones de España del Ministerio de Cultura y Deporte, el Museo ICO "tiene como misión principal la conservación y la difusión" de dicha colección.
El año 2012 la Fundación ICO cambia la política expositiva del museo dejando de exhibir los fondos de su propia colección para pasar a centrarse en los ámbitos de la arquitectura y el urbanismo, a los que se ha aproximado desde entonces mediante la realización de exposiciones temporales abordadas desde tres perspectivas distintas: los grandes retos a los que se enfrentan estas disciplinas, las grandes figuras, escuelas o corrientes de la arquitectura contemporánea y los vínculos entre fotografía y arquitectura o urbanismo. Ejemplos del primer tipo de perspectiva son muestras como “Spain Mon Amour”/"Ruinas modernas" donde se contrasta el éxito arquitectónico con el fracaso urbanístico de tiempos recientes en España o “The Architect is Present” que explora la estética de la austeridad cultivada por varios estudios internacionales. Entre las exposiciones dedicadas a los grandes nombres de la disciplina arquitectónica nos encontramos, según recoge la web oficial de turismo del Ayuntamiento de Madrid, con ejemplos como los de Marcel Breuer, Dominique Perrault, Raili y Reima Pietilä, Ábalos & Herreros, Fisac y De la Sota, Juan Navarro Baldeweg, David Chipperfield o Anna Heringer. 
En cuanto al enfoque abordado desde el ámbito de la fotografía, es de destacar la participación del Museo ICO en el festival fotográfico estival PHotoEspaña. Según informa en su web la Fundación ICO las exposiciones van acompañadas de actividades didácticas para niños y jóvenes y visitas guiadas para adultos.